# Sierra Maestra repülőtér
A Sierra Maestra repülőtér (spanyol nyelven:  Aeropuerto Internacional Sierra Maestra) (IATA: MZO, ICAO: MUMZ) egy nemzetközi repülőtér Kubában Manzanillo közelében. 

## Futópályák
A repülőtér futópályái:
- 08/26 (3000 m, 45 m, aszfalt)

## Forgalom
Az utasforgalom az elmúlt években az alábbi módon változott:

## Légitársaságok és úticélok
2023-ban a Sierra Maestra repülőtérről az alábbi járatok indulnak:
| Légitársaság     | Célállomások                                  |
| ---------------- | --------------------------------------------- |
| Sunwing Airlines | Szezonális: Montréal–Trudeau, Toronto–Pearson |